# Кобб, Ноа
Ноа Кобб (англ. Noah Cobb; род. 20 июля 2005, Чаттануга, Теннесси) — американский футболист, защитник клуба «Атланта Юнайтед».

## Клубная карьера
Родился 20 июля 2005 года в городе Чаттануга, штат Теннеси. Кобб — воспитанник клубов «Чаттануга» и «Атланта Юнайтед». 18 августа 2021 года в матче Чемпионшипа ЮСЛ против «Луисвилл Сити» он дебютировал за дублёров «Атланты».
23 марта 2022 года подписал профессиональный контракт с «Атланта Юнайтед II». В 2023 году перешёл в «Атланта Юнайтед» по правилу доморощенного игрока. 26 марта 2023 года в матче против «Коламбус Крю» он дебютировал в МЛС.